# 浅羽由紀
浅羽 由紀(あさば ゆき、12月5日 - )は、静岡県藤枝市出身の日本の女性シンガーソングライター。ピアノ弾き語り。北海道松前町観光大使「松前奉行」(2014年5月 - )。「藤枝音楽祭・藤on♪（フジオン）」(2009年5月3日 - )を 開催するための発起人の一人。
ライブハウスやイベントへの出演を中心に活動しており、ともしびライブと題する路上ライブを 積極的に行っている。本名同じ。身長151.7cm、血液型AB型。交流分析士1級・一般社団法人ライフミッションコーチⓇ協会ライフミッションファシリテーターⓇの資格を持つ。

## 概略

### 演奏スタイル
自身による作詞・作曲のレパートリーを ピアノ、キーボードで弾き語るソロ演奏が中心。

### 来歴・人物
- 静岡県藤枝市出身。
- 静岡県藤枝市立広幡中学校卒業。
- 静岡県立吉田高等学校英語科卒業。
- 昭和音楽大学音楽学部作曲学科電子音楽コース卒業。
- 昭和音楽大学在学中からピアノ弾き語りとして渋谷・横浜を中心にライブ活動を行う。
- 2004.9 お台場ZEPP TOKYO「東京臍帯血バンク支援 二十一世紀新音楽展2004」に 支援アーティストとして出演。
- 2006 虎ノ門パストラルホテル 「Candle Light Dinner」出演(脚本・演出・ピアノ・歌)。
- 25歳で、長年見て見ぬふりをしてきた心の病で体調を崩し活動休止、地元静岡に戻る。
- 心が病んだ原因が家族にあるとわかり、自分の経験を歌うことで同じ病に苦しむ人達の役に立てればと、活動再開を決意。
- 2008.1 家庭の中で世代を越えて起きるストレスの連鎖を歌った「鎖 -KUSARI-」を発表、川崎と静岡を拠点に活動再開。
- 2008.02 Blog「浅羽由紀 Four-leaf clover」立ち上げ。
- 2008.08 静岡新聞「情熱細胞」掲載
- 2008.10 かわさきFMで レギュラー番組「浅羽由紀 Four-leaf clover♪」を 開始。(2008.10.7 -)
- 2008.11 静岡ストリートミュージックフェスティバル投票2位。
- 2008.12 静岡新聞＠S アーティストオブザイヤー2008 5位(中途参加)。
- 2009.3 FMヨコハマ「ヤンキー先生」こと義家弘介の「Y-Y-Y」出演。
- 2009.4 ライブドアトップに 紹介される。
- 2009.4 ブログが 「ライブドア有名人ブログ」入り。
- 2009.6 ケーブルテレビ「MUSIC PARTY」ゲスト出演。
- 2009.7 Music tree7月度 エコロギフト賞 受賞。
- 2009.8.16 「ほら、ここにいる/鎖-KUSARI-」初のCD発売、全国リリース(タワーレコードインディーズセールスチャート1位)。
- 2009.8 静岡K-MIX「キャラメルポケット」出演。
- 2009.8 静岡SBSラジオ「イブニング・ウェーブ」出演。
- 2009.9.10 静岡新聞夕刊掲載。
- 2009.9.18 静岡新聞朝刊掲載。
- 2009.9 Music tree 9月度 MVP賞 USEN賞 受賞。
- 2009.10 岩手おうしゅう環境フォーラム2009出演。
- 2009.10 カラオケJOYSOUNDうたスキ配信。
- 2009.10 ラジオNIKKEI「インディーズラブ」出演。
- 2009.12 2009年度 静岡新聞社music@s アーティスト・オブ・ザ・イヤー1位(570組中)。
- 2010.1 有線放送に登録される。
- 2010.6 ラジオNIKKEI第1レギュラー「浅羽由紀　藤色の風♪」を 開始。
- 2010.12 2010年度 静岡新聞社music@s アーティスト・オブ・ザ・イヤー1位。
- 2011.1.26　藤枝北村市長より 第2回「元気なまち藤枝づくり大賞」「ハートフルメロディー賞」を 受賞。
- 2011.8.26 6月1日〜8月26日までの間、田町クォーターノートで開催された『ストリート甲子園』に 川崎代表として出場して優勝。『最優秀アーティスト』(120組中トップ)に 選出される。
- 2013.11.23 第14回静岡ストリートフェスティバル1円玉投票優勝(38組中)。
- 2014.5.18 北海道松前町観光大使「松前奉行」を 委嘱される。
- 2014.5 北海道新聞掲載
- 2014.5 中日新聞福井版掲載
- 2016.4 ブラジル　ブラジリアミュージックアワードＰＰＭゲスト出演
- 2016.4 ブラジリアやきそばフェスティバル出演
- 2016.6 ブラジル A PARADA ＰＰＭミュージックアワード日本ゲストとして掲載
- 2016.6 イギリス・フランス遠征　フランスMIDEM参加
- 2017.4 デンマークコペンハーゲン桜フェスティバル出演
- 2017.5 ブラジルブラジリア日本祭り出演
- 2018.5 TOKAIケーブルテレビ「MUSIC PARTY」出演
- 2018.7 新潟FMみょうこう出演
- 2018.7 新潟FM上越出演
- 2021.8.7 第6回エアーディナー世界大会優勝金メダル。

## 主な活動

### ラジオ
- かわさき市民放送『浅羽由紀 Four-leaf clover♪』 (放送終了後ポッドキャスト配信を 行っている。)
- ラジオNIKKEI 第1『藤色の風』(2010.6〜2011.9) ※放送終了

### 藤枝音楽祭
故郷の静岡県藤枝市を音楽で盛り上げたいと、藤枝市における音楽の祭典、「藤枝音楽祭」(通称：藤on♪)を 開催するための発起人の1人となって、藤枝音楽祭を立ち上げる。 2009年5月3日に第1回が開催され、その後、半年に1回のペースで開催されている。
- 第1回藤枝音楽祭  2009年5月3日
- 第2回藤枝音楽祭  2009年11月21日
- 第3回藤枝音楽祭  2010年5月3日
- 第4回藤枝音楽祭  2010年10月24日
- 第5回藤枝音楽祭  2011年5月1日
- 第6回藤枝音楽祭  2011年11月12日
- 第7回藤枝音楽祭  2012年4月30日
- 第8回藤枝音楽祭  2012年11月10日
- 第9回藤枝音楽祭  2013年5月5日
- 第10回藤枝音楽祭 2013年11月4日
- 第11回藤枝音楽祭 2014年4月30日
- 第12回藤枝音楽祭 2014年11月23日
- 第13回藤枝音楽祭 2015年4月12日
- 第14回藤枝音楽祭 2015年10月11日
- 第15回藤枝音楽祭 2016年4月10日
- 第16回藤枝音楽祭 2016年11月13日
- 第17回藤枝音楽祭 2017年4月9日
- 第18回藤枝音楽祭 2017年11月12日
- 第19回藤枝音楽祭 2018年7月14日(ギター弾き語りの日) / 15日(ピアノ弾き語りの日)
- 第20回藤枝音楽祭 2019年11月2日(ギター弾き語りの日) / 3日(ピアノ弾き語りの日)

- 第21回藤枝音楽祭 2020年10月31日東の藤枝音楽祭 横浜3丁目カフェ / 11月1日西の藤枝音楽祭 梅田SOC

- 第22回藤枝音楽祭 2021年10月23日-24日 藤枝鬼岩寺

## ディスコグラフィー
- 鎖-kusari-
- ほら、ここにいる
- Four-leaf clover （本編の他に、信頼編、愛情編、希望編がある）
- 子供の声
- 私へ
- あなたのおかげ
- 大好きだったあなたへ
- ナカンタ
- ヤマアラシ
- 藤色の風
- 毛布
- 捨てましょう
- 星のかけら（作詞：なきうさぎ）
- I wanna be free.
- 光のほうへ原史奈・安倍麻美主演映画「ホールインワン 女子ゴルファー 千春」（2005年11月25日公開）主題歌